# يورغ مويتن
يورغ مويتن (بالألمانية: Jörg Meuthen) هو اقتصادي ألماني وسياسي يميني يعمل كمتحدث فيدرالي باسم البديل من أجل ألمانيا (AfD) منذ يوليو 2015. أصبح عضواً في برلمان ولاية بادن-فورتمبيرغ عام 2016. كما أصبح عضواً في البرلمان الأوروبي نهاية عام 2017. كما كان المرشح الرئيسي لحزب البديل من أجل ألمانيا في انتخابات البرلمان الأوروبي لعام 2019.